# (5718) 1983 PB
(5718) 1983 PB là một tiểu hành tinh vành đai chính. Nó được phát hiện bởi Alan C. Gilmore và Pamela M. Kilmartin ở Mount John University Observatory ở New Zealand, ngày 4 tháng 8 năm 1983.